# Зароченцев, Михаил Трофимович
Михаил Трофимович Зароченцев (5 (17) сентября 1879, Ставрополь — 7 февраля 1964, Лос-Анджелес) — русский инженер, изобретатель, специалист в области холодильной техники.

## Биография
В 1900 году окончил Тифлисский педагогический институт. Поступил в Санкт-Петербургский институт путей сообщения, который окончил в 1907 году.
Михаил Трофимович посвятил себя науке замораживания и сохранения пищи и сделался крупнейшим авторитетом холодильного дела. Вначале он работал под руководством профессора Х. Головина, с которым он организовал комитет по холодильному делу при Московском обществе сельского хозяйства. Работал в Московском университет ассистентом профессора П. Бахметьева (по анабиозу). 5 марта 1910 года в Москве, на объединенном собрании Московского общества сельского хозяйства и Технического общества прочитал первый публичный доклад о значении холодильного дела в сельском хозяйстве, транспорте, торговле и промышленности.
Во время Первой мировой войны, работая консультантом Министерства земледелия и Министерства путей сообщения, он руководил строительством целого ряда продовольственных складов, холодильных установок и заводов по замораживанию и упаковке мяса для снабжения населения и армии. Под его руководством было также построено около 3000 железнодорожных вагонов-холодильников.
Во время Гражданской войны перебрался на белый юг России, где руководил холодильным мясоупаковочным заводом.
В 1922—1927 гг. он был генеральным директором Эстонского мясокомбината «А. О. Кюльметус» в Таллине. В 1928—1929 годах работал в Италии и Франции по быстрому замораживанию рыбы и птицы, а в 1930—1931 годах работает в Англии и Норвегии.
В 1932 году переехал в США, чтобы привлечь внимание инвесторов к процессу быстрого замораживания, получившего известность как процесс «Z».
Как вице-президент «American Z Corporation» и должностное лицо корпораций «Z-Pack» и «National Frosted Foods Sales Corporation», Зароченцев занимал важное положение в холодильной промышленности США до выхода на пенсию в начале 1950-х гг.
Сотрудничал в журнале «Сеятель» (Буэнос-Айрес), газете «Новая заря» (Сан-Франциско). Сотрудник Музея русской культуры в Сан-Франциско.

## Работы
- «Холодильное дело» (Москва, 1911)
- «Холод и продовольствие» (Симферополь, 1911)
- «Ледники» (Москва, 1912)

## Публикации в периодике
- Зароченцев М. Т. Три недели в Стране Восходящего Солнца: Путевые впечатления русского инженера / Предисл. ред. // Новое русское слово.— Нью-Йорк, 1937.— 31 октября (№ 9037).— С. 2.
- Зароченцев М. Т. «Наша пища сегодня и после войны» // Новое русское слово.— Нью-Йорк, 1945.— 8 августа (№ 12155).— С. 2.
- Приезд М. Т. Зароченцева в Америку // Новое русское слово.— Нью-Йорк, 1931.— 28 апреля (№ 6666).— С. 2.
- М. Т. Зароченцев // Новое русское слово.— Нью-Йорк, 1933.— 28 июня (№ 7458).— С. 3.
- Алл Николай. Холод — друг человека: (Беседа с русским изобретателем инж. М. Т. Зароченцевым) // Новое русское слово.— Нью-Йорк, 1933.— 5 сентября (№ 7527).— С. 3.
- М. Т. Зароченцев: 30-летний юбилей научной и общественной деятельности // Новое русское слово.— Нью-Йорк, 1940.— 17 марта (№ 9902).— С. 5.
- Константинов П. Инж. М. Т. Зароченцев: К его пребыванию в г. Сан-Франциско // Новое русское слово.— Нью-Йорк, 1941.— 3 июня (№ 10342).— С. 4.
- М. Ж. [Железнов-Айзенштадт М.] М. Т. Зароченцев рассказывает о своей поездке по США // Новое русское слово.— Нью-Йорк, 1941.— 15 июня (№ 10354).— С. 3, 5.
- Седых Андрей. На Огненную Землю: Из бесед с М. Т. Зароченцевым // Новое русское слово.— Нью-Йорк, 1942.— 18 июля (№ 10739).— С. 2, 3; 22 июля (№ 10743).— С. 2, 3..
- М. Т. Зароченцев жарит мясо на коротких волнах // Новое русское слово.— Нью-Йорк, 1944.— 7 января (№ 11277).— С. 2.
- Умер М. Т. Зароченцев // Новое русское слово.— Нью-Йорк, 1964.— 11 февраля (№ 18600).— С. 3 (Хроника).
- Долгополов А. Русские инженеры в Америке // Новое русское слово.— Нью-Йорк, 1972.— 4 октября (№ 22758).— С. 3.